# أونسيا (عملة رومانية)
الأونصة الرومانية (باللاتينية: Uncia، جمع: Unciae) كانت عملة من البرونز في روما القديمة، تعادل جزءًا من اثني عشر جزءًا من الأس الروماني، وكانت تحمل علامة نقطة واحدة للدلالة على القيمة.

## العملة الجمهورية
بدأت الأونصة ضمن نظام وزن روماني-أوسكي يقارب 22.75 غرام لليبرة (273 غ)، وتطور لاحقا إلى معيار ليرال بوزن 327 غرام، حيث بلغ وزن الأونصة حوالي 27 غراما. صنعت الأونصة بالسبك في المراحل الأولى من سك العملات البرونزية الرومانية.
وتضمنت التصاميم المستخدمة على وجه العملة: حبة شعير (275-245 ق.م.)، أو رؤوس آلهة رومانية أو رأس روما بخوذة منذ نحو 240 ق.م.، مع مقدمة سفينة على الوجه الخلفي، إضافة إلى علامة نقطة واحدة للدلالة على القيمة.

## العملة الإمبراطورية
أعاد الأباطرة تراجان (98-117 م) وهادريان (117-138 م) استخدام الأونصة لفترة قصيرة. كان قطر العملة بين 11 و14 مم ووزنها من 0.8 إلى 1.2 غرام، ويرجح أنها صدرت للتداول في شرق الإمبراطورية فقط.
ظهر على الوجه رأس الإمبراطور دون نقوش، وعلى الوجه الخلفي حرفا "SC" ضمن إكليل، أي قرار مجلس الشيوخ.